# Amsterdam Swim Cup 2012
De Amsterdam Swim Cup 2012 was een internationale zwemwedstrijd die werd gehouden van 11 tot en met 13 maart 2011 in het Sloterparkbad in Amsterdam. De wedstrijden vonden plaats in een 50 meterbad. Deze wedstrijd telde samen met de Wereldkampioenschappen van 2011, de Open Nederlandse kampioenschappen van 2011 en de Swim Cup Eindhoven 2012 voor de Nederlandse zwemmers mee voor de kwalificatie voor de Olympische Zomerspelen van 2012 in Londen en de Europese kampioenschappen zwemmen 2012 in Debrecen.

## Wedstrijdschema
Hieronder het geplande tijdschema van de wedstrijd, alle aangegeven tijdstippen zijn Midden-Europese Tijd.
| Vrijdag 16/03 | Zaterdag 17/03 | Zondag 18/03 |
| --- | --- | --- |
| Series - vanaf 9:00 uur | | |
| 50m vrij vrouwen 50m vlinder mannen 50m school vrouwen 400m wissel vrouwen 200m rug mannen 50m rug vrouwen 200m school mannen 200m vlinder vrouwen 100m vrij mannen 200m vrij vrouwen 1500m vrij vrouwen | 400m vrij mannen 400m vrij vrouwen 100m school mannen 100m school vrouwen 100m vlinder mannen 100m vlinder vrouwen 100m rug mannen 100m rug vrouwen 200m wissel mannen 200m wissel vrouwen | 50m vrij mannen 50m vlinder vrouwen 50m school mannen 400m wissel mannen 200m rug vrouwen 50m rug mannen 200m school vrouwen 200m vlinder mannen 100m vrij vrouwen 200m vrij mannen 800m vrij mannen  |
| Finales - vanaf 17:00 uur | Finales - vanaf 17:00 uur | vanaf 16:00 uur |
| 50m vrij vrouwen 50m vlinder mannen 50m school vrouwen 1500m vrij mannen 400m wissel vrouwen 200m rug mannen 50m rug vrouwen 200m school mannen 200m vlinder vrouwen 100m vrij mannen 200m vrij vrouwen  | 400m vrij mannen 400m vrij vrouwen 100m school mannen 100m school vrouwen 100m vlinder mannen 100m vlinder vrouwen 100m rug mannen 100m rug vrouwen 200m wissel mannen 200m wissel vrouwen | 50m vrij mannen 50m vlinder vrouwen 50m school mannen 800m vrij vrouwen 400m wissel mannen 200m rug vrouwen 50m rug mannen 200m school vrouwen 200m vlinder mannen 100m vrij vrouwen 200m vrij mannen |

## Olympische kwalificatie
De KNZB en NOC*NSF stelden onderstaande limieten vast voor deelname aan de Olympische Zomerspelen van 2012. Tien zwemmers ontvingen op basis van hun prestaties op de wereldkampioenschappen 2011 een nominatie. Op de Open Nederlandse kampioenschappen van 2011 toonden negen van hen vormbehoud.

### Limieten

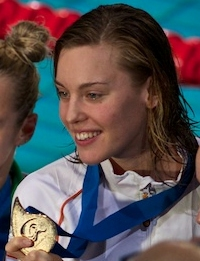
Femke Heemskerk verdiende bij de WK in Shanghai een nominatie voor de Olympische Spelen in Londen.

| Discipline        | Mannen         | Mannen         | Vrouwen        | Vrouwen        |
| Discipline        | A-limiet       | B-limiet       | A-limiet       | B-limiet       |
| ----------------- | -------------- | -------------- | -------------- | -------------- |
| 50m vrije slag    | 22,04          | 22,26          | 25,01          | 25,26          |
| 100m vrije slag   | 48,67          | 49,16          | 54,30          | 54,94          |
| 200m vrije slag   | 1.47,42        | 1.48,49        | 1.57,80        | 1.58,98        |
| 400m vrije slag   | 3.47,90        | 3.50,18        | 4.06,92        | 4.09,39        |
| 800m vrije slag   | niet olympisch | niet olympisch | 8.29,41        | 8.34,51        |
| 1500m vrije slag  | 15.06,39       | 15.15,46       | niet olympisch | niet olympisch |
| 100m rugslag      | 54,00          | 54,55          | 1.00,40        | 1.01,01        |
| 200m rugslag      | 1.57,93        | 1.59,11        | 2.09,68        | 2.10,98        |
| 100m schoolslag   | 1.00,53        | 1.01,13        | 1.07,93        | 1.08,60        |
| 200m schoolslag   | 2.11,39        | 2.12,70        | 2.25,63        | 2.27,09        |
| 100m vlinderslag  | 52,20          | 52,72          | 58,32          | 58,90          |
| 200m vlinderslag  | 1.56,29        | 1.57,45        | 2.08,24        | 2.09,53        |
| 200m wisselslag   | 1.59,58        | 2.00,78        | 2.12,10        | 2.13,42        |
| 400m wisselslag   | 4.15,50        | 4.18,06        | 4.39,71        | 4.42,51        |
| 4×100m vrije slag | 3.17,35        | 3.17,35        | 3.43,41        | 3.43,41        |
| 4×200m vrije slag | 7.15,65        | 7.15,65        | 8.02,30        | 8.02,30        |
| 4×100m wisselslag | 3.36,82        | 3.36,82        | 4.03,98        | 4.03,98        |

### Gekwalificeerden
Tijdens de wereldkampioenschappen in Shanghai heeft een aantal zwemmers en zwemsters reeds voldaan aan de kwalificatie-eis (A-limiet), negen van toonden vormbehoud (B-limiet) tijdens de Open Nederlandse kampioenschappen en moeten enkel nog bij de snelste twee zwemmers van Nederland blijven om deelname aan de Olympische Spelen af te dwingen. Voor de estafetteploegen geldt dat zij ofwel tijdens de wereldkampioenschappen bij de beste twaalf moesten eindigen of op een later moment een tijd zwemmen die sneller of gelijk is aan de tijd van de nummer twaalf van de wereldkampioenschappen. De 4×100 meter wisselslagestafette bij de mannen en zowel de 4×100 meter vrije slag estafette als de 4×100 meter wisselslagestafette bij de vrouwen eindigden op de wereldkampioenschappen bij de beste twaalf.
| Mannen                | Mannen            |
| Zwemmer               | Afstand(en)       |
| --------------------- | ----------------- |
| Nick Driebergen       | 100m rug          |
| Job Kienhuis          | 1500m vrij        |
| Joeri Verlinden       | 100m vlinder      |
| Sebastiaan Verschuren | 100m en 200m vrij |

| Vrouwen               | Vrouwen           |
| Zwemmer               | Afstand(en)       |
| --------------------- | ----------------- |
| Ranomi Kromowidjojo   | 50m en 100m vrij  |
| Femke Heemskerk       | 100m en 200m vrij |
| Moniek Nijhuis        | 100m school       |
| Sharon van Rouwendaal | 200m rug          |
| Marleen Veldhuis      | 50m vrij          |

### Genomineerden
Lennart Stekelenburg (100 meter schoolslag) en Sharon van Rouwendaal (100 meter rugslag) moeten nog vormbehoud tonen.
| Mannen               | Mannen      |
| Zwemmer              | Afstand(en) |
| -------------------- | ----------- |
| Lennart Stekelenburg | 100m school |

| Vrouwen               | Vrouwen     |
| Zwemmer               | Afstand(en) |
| --------------------- | ----------- |
| Sharon van Rouwendaal | 100m rug    |

### Limieten behaald tijdens Swim Cup
| Datum    | Naam        | Onderdeel          | Tijd  |
| -------- | ----------- | ------------------ | ----- |
| 16 maart | Inge Dekker | 50m vrije slag (v) | 24,42 |

## Medailles
Legenda
- WR = Wereldrecord
- ER = Europees record
- NR = Nederlands record
- CR = Kampioenschapsrecord
- (Q) = Voldaan aan de OS-richttijd (A-limiet)
- (V) = Vormbehoud getoond (B-limiet)

### Mannen
| Onderdeel   | Goud                              | Goud     | Zilver                          | Zilver   | Brons                              | Brons    |
| ----------- | --------------------------------- | -------- | ------------------------------- | -------- | ---------------------------------- | -------- |
| Vrije slag  |                                   |          |                                 |          |                                    |          |
| 50 m        | Stefan Nystrand Zweden            | 22,20    | Jasper van Mierlo Nederland     | 22,78    | Jeroen Baars Nederland             | 23,31    |
| 100 m       | Sebastiaan Verschuren Nederland   | 49,30    | Stefan Nystrand Zweden          | 49,62    | Konrad Czerniak Polen              | 49,66    |
| 200 m       | Dion Dreesens Nederland           | 1.49,50  | Denis Gayvoronskiy Israël       | 1.52,36  | Gard Kvale Noorwegen               | 1.52,85  |
| 400 m       | Sebastiaan Verschuren Nederland   | 3.50,16  | Ferry Weertman Nederland        | 3.55,65  | Dion Dreesens Nederland            | 3.58,28  |
| 800 m       | Nikolaos Manousakis Griekenland   | 8.17,65  | Maarten Brzoskowski Nederland   | 8.25,56  | Morten Bordervich Noorwegen        | 8.39,69  |
| 1500 m      | Job Kienhuis Nederland            | 15.14,02 | Ferry Weertman Nederland        | 15.41,27 | Nikolaos Manousakis Griekenland    | 15.58,29 |
| Rugslag     |                                   |          |                                 |          |                                    |          |
| 50 m        | Bastiaan Lijesen Nederland        | 25,30    | Nick Driebergen Nederland       | 25,60    | Lavrans Solli Noorwegen            | 25,99    |
| 100 m       | Bastiaan Lijesen Nederland        | 54,36    | Nick Driebergen Nederland       | 54,89    | Lavrans Solli Noorwegen            | 56,08    |
| 200 m       | Nick Driebergen Nederland         | 1.59,07  | Dimitrios Chasotis Griekenland  | 2.03,53  | Marco Aldabe Bomstad Noorwegen     | 2.04,83  |
| Schoolslag  |                                   |          |                                 |          |                                    |          |
| 50 m        | Panagiotis Samilidis Griekenland  | 28,00    | Aleksander Hetland Noorwegen    | 28,21    | Lennart Stekelenburg Nederland     | 28,30    |
| 100 m       | Panagiotis Samilidis Griekenland  | 1.01,10  | Lennart Stekelenburg Nederland  | 1.01,36  | Ioannis Karpouzlis Griekenland     | 1.02,29  |
| 200 m       | Panagiotis Samilidis Griekenland  | 2.12,14  | Lennart Stekelenburg Nederland  | 2.12,72  | Savvas Kougioumtzoglou Griekenland | 2.16,35  |
| Vlinderslag |                                   |          |                                 |          |                                    |          |
| 50 m        | Joeri Verlinden Nederland         | 24,05    | Christos Katrantzis Griekenland | 24,60    | Peter Mankoč Slovenië              | 24,62    |
| 100 m       | Konrad Czerniak Polen             | 52,50    | Joeri Verlinden Nederland       | 53,15    | Stefanos Dimitriadis Griekenland   | 53,69    |
| 200 m       | Konstantinos Markozis Griekenland | 1.57,54  | Nicolo Beni Italië              | 1.58,42  | Stefanos Dimitriadis Griekenland   | 1.59,61  |
| Wisselslag  |                                   |          |                                 |          |                                    |          |
| 200 m       | Simon Sjödin Zweden               | 2.00,65  | Andreas Vazaios Griekenland     | 2.02,91  | Sébas van Lith Nederland           | 2.06,75  |
| 400 m       | Timur Dellaloglu Turkije          | 4.31,74  | Lucas Greven Nederland          | 4.33,81  | Sébas van Lith Nederland           | 4.35,05  |

### Vrouwen
| Onderdeel   | Goud                             | Goud     | Zilver                         | Zilver   | Brons                            | Brons     |
| ----------- | -------------------------------- | -------- | ------------------------------ | -------- | -------------------------------- | --------- |
| Vrije slag  |                                  |          |                                |          |                                  |           |
| 50 m        | Ranomi Kromowidjojo Nederland    | 24,24    | Marleen Veldhuis Nederland     | 24,52    | Inge Dekker Nederland            | 24,75 (Q) |
| 100 m       | Ranomi Kromowidjojo Nederland    | 53,30    | Marleen Veldhuis Nederland     | 54,42    | Femke Heemskerk Nederland        | 54,44     |
| 200 m       | Femke Heemskerk Nederland        | 1.56,54  | Elise Bouwens Nederland        | 2.00,65  | Hannah Miley Verenigd Koninkrijk | 2.00,98   |
| 400 m       | Rieneke Terink Nederland         | 4.14,74  | Theodora Giareni Griekenland   | 4.16,48  | Judith Stap Nederland            | 4.19,87   |
| 800 m       | Judith Stap Nederland            | 8.56,51  | Leonie van Noort Nederland     | 9.01,73  | Marieke Nijhuis Nederland        | 9.02,35   |
| 1500 m      | Leonie van Noort Nederland       | 17.26,27 | Marion van den Berg Nederland  | 17.33,36 | Nika Kozamernik Slovenië         | 17.43,48  |
| Rugslag     |                                  |          |                                |          |                                  |           |
| 50 m        | Annemarie Worst Nederland        | 29,54    | Hazal Sarikaya Turkije         | 29,68    | Anja van der Hout Nederland      | 29,72     |
| 100 m       | Sharon van Rouwendaal Nederland  | 1.01,62  | Annemarie Worst Nederland      | 1.02,24  | Kira Toussaint Nederland         | 1.02,29   |
| 200 m       | Sharon van Rouwendaal Nederland  | 2.10,35  | Annemarie Worst Nederland      | 2.13,23  | Hannah Miley Verenigd Koninkrijk | 2.13,68   |
| Schoolslag  |                                  |          |                                |          |                                  |           |
| 50 m        | Jennie Johansson Zweden          | 31,24    | Moniek Nijhuis Nederland       | 31,63    | Joline Höstman Zweden            | 32,37     |
| 100 m       | Jennie Johansson Zweden          | 1.07,88  | Moniek Nijhuis Nederland       | 1.09,33  | Joline Höstman Zweden            | 1.09,74   |
| 200 m       | Joline Höstman Zweden            | 2.27,47  | Weronika Paluszek Polen        | 2.31,65  | Elin Martensson Zweden           | 2.33,34   |
| Vlinderslag |                                  |          |                                |          |                                  |           |
| 50 m        | Ingvild Snildal Noorwegen        | 26,41    | Triin Aljand Estland           | 26,52    | Anna Dowgiert Polen              | 26,95     |
| 100 m       | Ingvild Snildal Noorwegen        | 58,32    | Inge Dekker Nederland          | 58,41    | Otylia Jędrzejczak Polen         | 59,63     |
| 200 m       | Otylia Jędrzejczak Polen         | 2.10,30  | Ingvild Snildal Noorwegen      | 2.12,29  | Ida Marko-Varga Zweden           | 2.13,34   |
| Wisselslag  |                                  |          |                                |          |                                  |           |
| 200 m       | Hannah Miley Verenigd Koninkrijk | 2.12,54  | Wendy van der Zanden Nederland | 2.16,94  | Esmee Bos Nederland              | 2.18,87   |
| 400 m       | Sara Nordenstam Noorwegen        | 4.49,15  | Lieke Verouden Nederland       | 4.54,72  | Lisa Dreesens Nederland          | 4.56,15   |